# Công quốc Bukovina
Công quốc Bukovina (tiếng Đức: Herzogtum Bukowina hoặc Herzogtum Buchenland; tiếng Romania: Ducatul Bucovinei; tiếng Ukraina: Герцогство Буковина) là một lãnh địa cấu thành của Đế quốc Áo từ năm 1849 và một lãnh địa hoàng gia Cisleithania của Áo-Hung từ 1867 đến 1918.

## Tên gọi
Tên gọi Bukovina được sử dụng chính thức vào năm 1775 khi khu vực được sáp nhập từ Thân vương quốc Moldavia thành thuộc địa của chế độ quân chủ Habsburg (trở thành Đế quốc Áo năm 1804, và Áo-Hung năm 1867).
Tên gọi tiếng Đức chính thức là die Bukowina dưới thời Áo cai trị (1775–1918), bắt nguồn từ dạng tiếng Ba Lan Bukowina, và nó lại bắt nguồn từ tiếng Ukraina "Буковина" (Bukovyna), và dạng tiếng Slav chung buk, nghĩa là cây dẻ gai  (бук [buk], như trong tiếng Ukraina, thậm chí là Buche trong tiếng Đức). Một tên gọi tiếng Đức khác của khu vực là das Buchenland, chủ yếu được sử dụng trong thơ ca, và có nghĩa là "xứ sở dẻ gai" hoặc "xứ sở cây dẻ gai". Trong tiếng Romania, trong ngữ cảnh văn học hoặc thơ ca, cái tên Țara Fagilor ("xứ sở cây dẻ gai") đôi khi được sử dụng.
Trong tiếng Anh, một dạng thay thế là The Bukovina, ngày càng trở thành một kiểu cổ xưa, tuy nhiên, nó được tìm thấy trong các tài liệu cũ.

## Lịch sử
Sau khi Mông Cổ xâm lược châu Âu, vùng đất Bukovina từ thế kỷ 14 đã là một phần của Thân vương quốc Moldavia, với Suceava là thủ đô từ năm 1388 đến năm 1565. Vào thế kỷ 16, Moldavia chịu ảnh hưởng của Ottoman, nhưng vẫn giữ quyền tự trị của mình. Vào đầu thế kỷ 18, Moldavia trở thành mục tiêu mở rộng về phía nam của Đế quốc Nga, được bắt đầu khi Sa hoàng Pyotr I mở Chiến dịch sông Pruth năm 1710–11. Năm 1769, trong Chiến tranh Nga-Thổ, Moldavia bị quân đội Nga chiếm đóng.

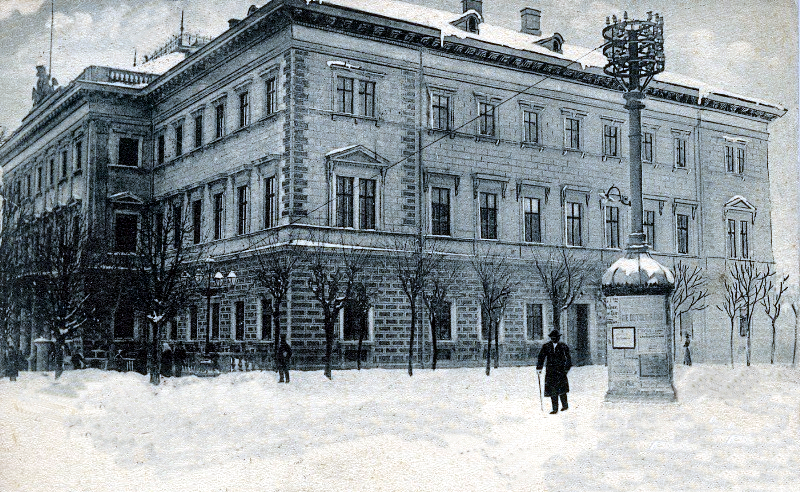
Czernowitz: Trụ sở của chính quyền tỉnh Bukovina, khoảng 1900

Sau Phân chia Ba Lan lần thứ nhất vào năm 1772, chế độ quân chủ Habsburg nhắm đến một kết nối đất liền từ Thân vương quốc Transylvania đến Vương quốc Galicia và Lodomeria mà họ mới giành được. Sau khi Hiệp định Küçük Kaynarca giữa Nga và Ottoman được ký kết vào tháng 7 năm 1774, người Áo đã tham gia đàm phán với Sublime Porte (chính phủ Ottoman) từ tháng 10 và cuối cùng có thể giành được một lãnh thổ của Moldavia với diện tích khoảng 10.000 km² được họ được gọi là "Bukowina", và chính thức sáp nhập vào tháng 1 năm 1775. Vào ngày 2 tháng 7 năm 1776, tại Palamutka, người Áo và người Ottoman ký một công ước biên giới, chế độ quân chủ Habsburg trả lại 59 ngôi làng đã chiếm đóng trước đó và giữ lại 278 ngôi làng. Do phản đối và kháng nghị việc sáp nhập phần tây bắc của Moldavia, người cai trị Moldavia là Thân vương Grigore III Ghica đã bị Ottoman ám sát.
Ban đầu Bukovina là một khu quân sự khép kín từ năm 1775 đến năm 1786, sau đó được hợp nhất thành huyện Bukovina thuộc Vương quốc Galicia và Lodomeria cấu thành của Áo. Cho đến khi đó, giới quý tộc Moldavia theo truyền thống đã hình thành giai cấp thống trị trên lãnh thổ này. Hoàng đế Habsburg Joseph II muốn liên kết khu vực này với các tỉnh của chế độ quân chủ Áo (mặc dù không phải với Đế quốc La Mã thần thánh); ông đã sở hữu những vùng đất bị tàn phá với người Swabia Danube định cư, sau được gọi là người Đức Bukovina. Vào giữa thế kỷ 19, thị trấn Sadhora trở thành trung tâm của triều đại Hasidic Sadigura. Quá trình nhập cư thúc đẩy phát triển kinh tế hơn nữa của quốc gia đa sắc tộc, mặc dù nơi đây vẫn là một tiền đồn xa xôi phía đông của chế độ quân chủ.

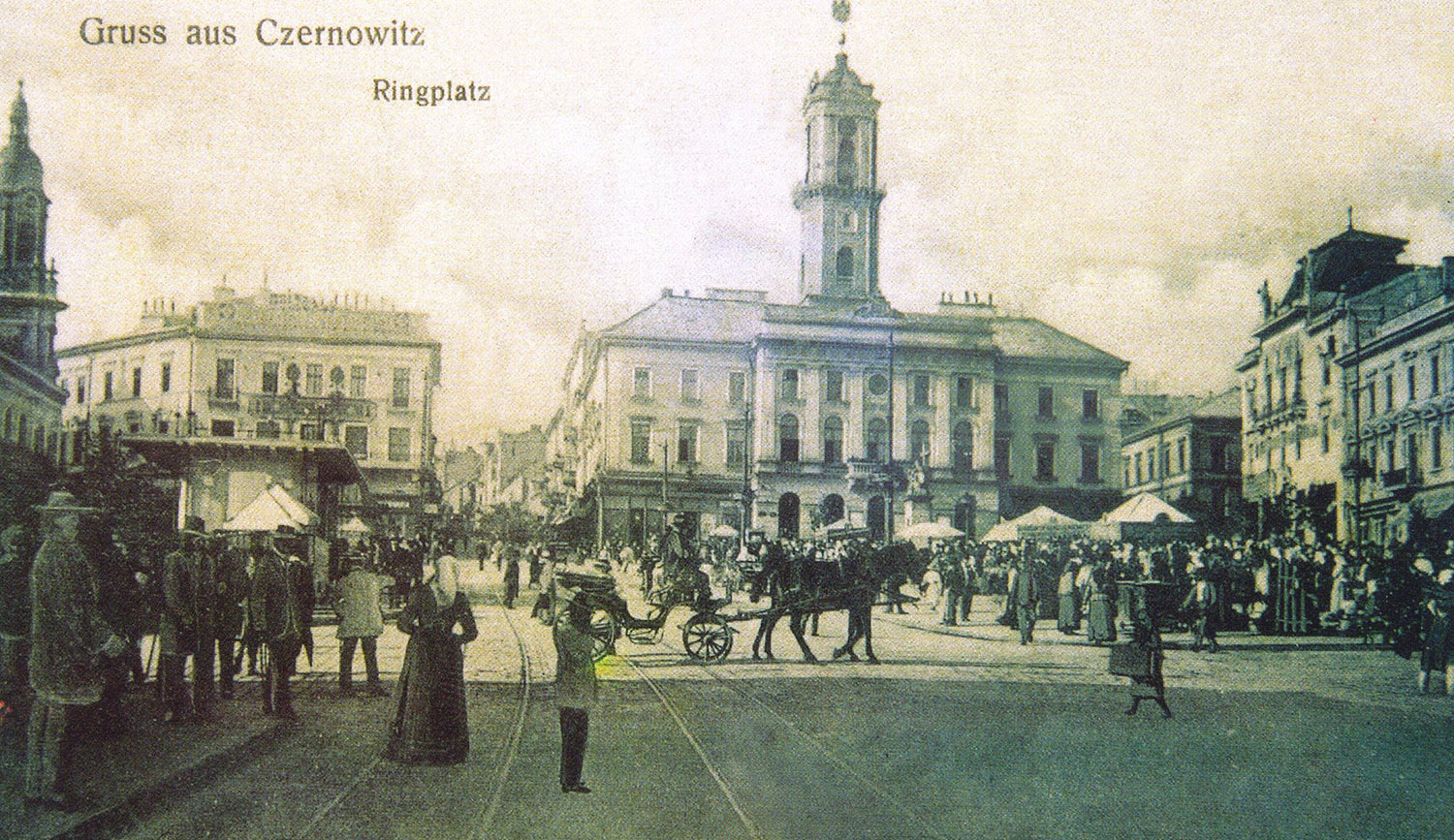
Czernowitz: quảng trường chính và tòa thị chính

Năm 1804, khu vực này trở thành một phần của Đế quốc Áo mới thành lập. Sau những bất ổn chính trị do các cuộc cách mạng năm 1848, các chủ điền trang đã thúc giục chính phủ Wien nâng Bukovina thành một "Kronland" riêng của Áo (lãnh địa hoàng gia). Có hiệu lực từ ngày 4 tháng 3 năm 1849, kreis cũ được tuyên bố là Herzogtum Bukowina, một công quốc trên danh nghĩa, có tên trong tước hiệu đầy đủ chính thức của hoàng đế Áo. Khu vực nằm dưới quyền cai quản của một k.k. Statthalter (stadtholder) do hoàng đế bổ nhiệm, với nơi ở chính thức của ông tại Czernowitz từ năm 1850.
Năm 1860, Bukovina một lần nữa được hợp nhất với Galicia, nhưng một lần nữa được khôi phục thành một tỉnh riêng biệt theo sắc lệnh tháng 2 năm 1861 do Hoàng đế Franz Joseph I ban hành. Lãnh địa hoàng gia được khôi phục đã được cho lập nghị viện Landtag của riêng mình, bao gồm cơ quan hành pháp Landesausschuss, tình trạng này kéo dài đến năm 1918. Năm 1867, với việc tái tổ chức Đế quốc Áo thành Đế quốc Áo-Hung, Bukovina trở thành một phần của lãnh thổ Cisleithania ("Áo"). Sau khi ban hành Hiến pháp tháng 12, theo sáng kiến của Bộ Công dân Cisleithania do Karl von Auersperg lãnh đạo, Hội đồng Hoàng gia quyết định trao danh hiệu Landespräsident cho stadtholder cũ, đứng đầu một Landesregierung (chính quyền nhà nước). Chín (từ cuộc bầu cử năm 1907: 14) đại biểu đại diện cho Bukovina tại Hạ viện Áo.

### Thế chiến I
Lực lượng quân sự chính trong khu vực trong thời bình là Trung đoàn bộ binh 22 tại Czernowitz, vào thời điểm đó là trung đoàn k.k. Landwehr (Lục quân hoàng gia) duy nhất có đa số là người Romania (54%). Tuy nhiên, ngay sau khi chiến sự bắt đầu, các đơn vị mới được thành lập từ cư dân địa phương được tuyển mộ. Các trung đoàn Landwehr 22, 23 và 41, cùng với trung đoàn kỵ binh Dragoon số 4 đều có đa số là người Romania. Để khuyến khích việc tuyển mộ, người Romania được phép mặc màu sắc dân tộc của họ cũng như nhận được sự hướng dẫn tinh thần của các linh mục quân đội người dân tộc Romania.
Vào năm 1914–15, phần lớn Bukovina bị Tập đoàn quân số 8 của Nga dưới quyền chỉ huy của Tướng Aleksei Brusilov chiếm đóng sau thất bại của Áo-Hung trong Trận Galicia, và các lực lượng thống nhất của Liên minh Trung tâm chỉ có thể giành lại được khu vực sau Chiến dịch tấn công Gorlice–Tarnów do Đức chỉ huy và cuộc Đại triệt thoái của Nga. Binh sĩ dân tộc Romania chiến đấu dũng cảm, 62 người được tặng thưởng Huân chương Dũng cảm. Có lần Trung đoàn 41 chiến đấu liên tục 54 giờ. Đến ngày 4 tháng 6 năm 1916, thương vong của người Romania ở Bukovinia là 184 người chết, 1.175 người bị thương và 82 người bị bắt.
Vào mùa thu năm 1918, nhà nước đa sắc tộc Áo-Hung sụp đổ và Bộ Chiến tranh chính thức ra lệnh giải ngũ, nhưng không có cơ quan trung ương nào có thể đảm bảo việc giải giáp vũ khí. Vào ngày 18 tháng 10 năm 1918, Hội đồng Quốc gia Ukraina được thành lập tại Lemberg, Galicia, đã lên kế hoạch tuyên bố một nước Cộng hòa Ukraina theo đó cũng sẽ hợp nhất Bukovina và Ruthenia Karpat. Vào ngày 25 tháng 10 năm 1918, một ủy ban khu vực Ukraina do Emilian Popowicz lãnh đạo được thành lập tại Czernowitz, để đại diện cho Hội đồng Dân tộc Ukraina tại Bukovina. Vào ngày 14/27 tháng 10 năm 1918, theo sáng kiến của Sextil Pușcariu, Iancu Flondor và Isidor Bodea, Hội đồng Lập hiến của Bukovina được thành lập tại Czernowitz, Hội đồng Dân tộc Romania (bao gồm các đại diện từ quốc hội Áo và từ nghị viện Bukovina, và các nhà hoạt động chính trị địa phương) đã thông qua tuyên bố ủng hộ liên hiệp của Bukovina với Romania, và yêu cầu thống đốc Landespräsident cuối cùng của Áo là Josef Graf Etzdorf từ bỏ quyền lực của ông.
Trong khi đó, các lực lượng bán quân sự địa phương của Hội đồng Dân tộc Ukraina giành quyền kiểm soát Czernowitz và các khu vực khác của Bukovina, thay thế hiệu quả quyền kiểm soát của Áo vào ngày 6 tháng 11. Mặc dù người Ukraina địa phương cố gắng sáp nhập Bukovina vào cái gọi là Cộng hòa Nhân dân Tây Ukraina, nhưng họ không thể thành lập chính quyền. Trước hành động của người Ukraina, lãnh đạo Hội đồng Dân tộc Romania Iancu Flondor yêu cầu chính phủ Romania can thiệp vào Bukovina. Năm ngày sau, Sư đoàn 8 Romania do Tướng Iacob Zadik chỉ huy tiến vào Czernowitz, chống lại các kháng nghị của người Ukraina, trong khi lực lượng bán quân sự Ukraina rút lui mà không kháng cự đến Galicia. Những nỗ lực tiếp theo của người Ukraina địa phương nhằm sáp nhập các phần phía bắc Bukovina vào Cộng hòa Nhân dân Tây Ukraina nhanh chóng bị quân đội Romania đàn áp, với việc lãnh đạo của Hội đồng Dân tộc Ukraina chạy trốn qua sông Dniester đến Galicia, là nơi do quân đội Ukraina kiểm soát một phần.
Sau khi binh sĩ Romania nắm chắc khu vực, Tổng Đại hội Bukovina được thành lập vào ngày 15/28 tháng 11 năm 1918, trong đó có 74 người Romania, 13 người Ruthenia, 7 người Đức và 6 người Ba Lan (theo thành phần ngôn ngữ). Một sự nhiệt tình ủng hộ lan rộng khắp khu vực, và một số lượng lớn người dân tập trung tại thành phố để chờ nghị quyết của Đại hội. Đại hội bầu chính trị gia người Romania Bukovina Iancu Flondor làm chủ tịch, và bỏ phiếu thuận cho liên minh với Vương quốc Romania, có sự ủng hộ của các đại biểu dân tộc Romania, Đức và Ba Lan; Các đại biểu Ukraina tẩy chay Đại hội. Các lý do được đưa ra là, cho đến khi Habsburg tiếp quản vào năm 1775, Bukovina là trung tâm của Thân vương quốc Moldavia (nơi có các khu chôn cất của các thống đốc), và có quyền tự quyết.
Quyền kiểm soát của Romania đối với tỉnh được quốc tế công nhận trong Hiệp định St. Germain năm 1919 và Hiệp định Trianon năm 1920, khi cả Cộng hòa Áo-Đức và Vương quốc Hungary từ bỏ mọi yêu sách đối với Bukovina.

## Chính phủ

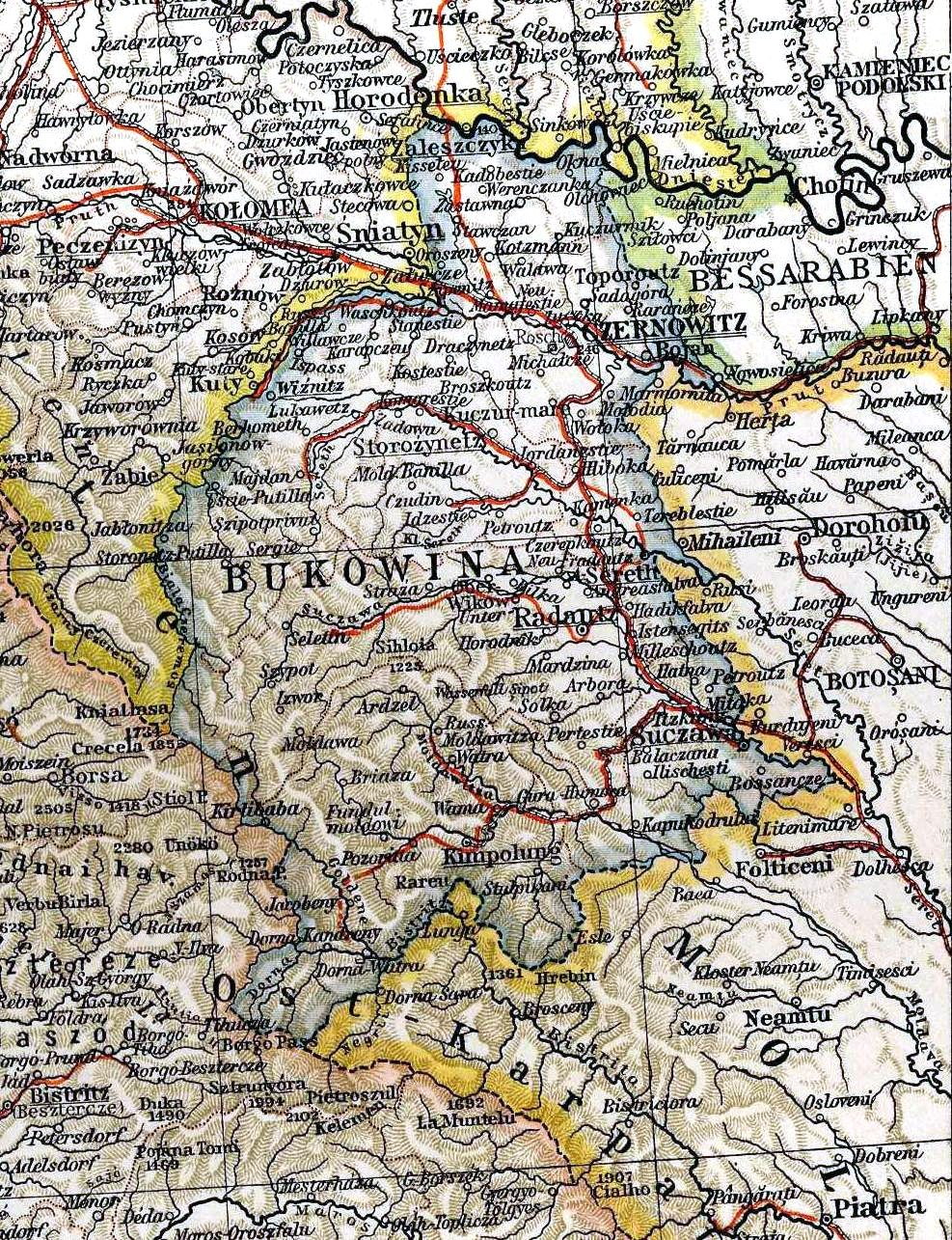
Bản đồ Bukovina năm 1901

Khi kreis Bukowina được nâng lên thành một công quốc vào năm 1849, ban đầu khu vực vẫn được quản lý từ thủ phủ Lemberg của Galicia. Theo lệnh của Bộ Nội vụ Áo, Czernowitz trở thành trụ sở của một stadtholder đế quốc-hoàng gia (k.k.) vào năm 1850. Theo sắc lệnh tháng 2 năm 1861, Công quốc Bukovina có một hội đồng đại diện, nghị viện Landtag với cơ quan hành pháp do một Landesausschuss đứng đầu.  Sau cuộc bầu cử lập pháp Cisleithania năm 1907, công quốc được đại diện bởi 14 đại biểu trong cơ quan lập pháp Hội đồng Đế quốc Áo.
Việc phân chia lãnh địa hoàng gia đã được sửa đổi vào năm 1868; đến năm 1914, Công quốc Bukovina bao gồm mười một huyện chính trị (Bezirke):
| Huyện                                 | Diện tích                           | Dân số (1900) |
| ------------------------------------- | ----------------------------------- | ------------- |
| Czernowitz                            | 876,05 km2 (338,24 dặm vuông Anh)   | 99.438        |
| Gurahumora (ước tính 1893)            | 739,89 km2 (285,67 dặm vuông Anh)   | 55.741        |
| Kimpolung                             | 2.349,48 km2 (907,14 dặm vuông Anh) | 55.688        |
| Kotzmann                              | 518,80 km2 (200,31 dặm vuông Anh)   | 94.633        |
| Radautz                               | 184,097 km2 (71,080 dặm vuông Anh)  | 82.152        |
| Sereth                                | 518,8 km2 (200,3 dặm vuông Anh)     | 60.743        |
| Storoschinetz                         | 1.152,31 km2 (444,91 dặm vuông Anh) | 80.100        |
| Suczawa                               | 569,32 km2 (219,82 dặm vuông Anh)   | 62.447        |
| Waskoutz am Czeremosz (ước tính 1903) | 427,87 km2 (165,20 dặm vuông Anh)   | 43.595        |
| Wysznitz                              | 1.499,89 km2 (579,11 dặm vuông Anh) | 71.631        |
| Zastawna (ước tính 1905)              | 492,82 km2 (190,28 dặm vuông Anh)   | 51.502        |

## Nhân khẩu
Theo điều tra nhân khẩu năm 1775 của Áo, tỉnh này có tổng dân số là 86.000 người (bao gồm 56 ngôi làng sau đó được trả lại cho Moldavia). Điều tra nhân khẩu chỉ ghi lại tình trạng xã hội và một số nhóm dân tộc-tôn giáo. Năm 1919, nhà sử học Ion Nistor tuyên bố rằng người Romania chiếm đa số áp đảo vào năm 1774, khoảng 64.000 (85%) trong tổng số 75.000 dân số. Trong khi đó, khoảng 8.000 (10%) là người Ruthenia và 3.000 (4%) các nhóm dân tộc khác. Mặt khác, chỉ bốn năm trước cũng Nistor tuyên bố dân số năm 1774 bao gồm 52.750 người Romania (73%), 15.000 người Ruthenia (21%) và 4.000 người khác "sử dụng tiếng Romania trong hội thoại" (6%). Năm 2011, một phân tích nhân chủng học về điều tra nhân khẩu của Nga về dân số Moldova năm 1774 đã khẳng định dân số 68.700 người vào năm 1774, trong đó 40.920 (59,6%) người Romania, 22.810 người Ruthenia và người Hutsul (33,2%) và 7,2 % người Do Thái, người Digan và người Armenia.
Người Ruthenia sống đông đúc hơn ở phía tây bắc Bukovina, đặc biệt là ở khu vực giữa các sông Prut và Dniester và người Hutsul tập trung ở vùng núi phía tây của tỉnh, đặc biệt là ở khu vực sông Ceremuș và Putyla. Năm 1787, các quan chức triều đình đã ghi nhận ở Czernowitz có 414 ngôi nhà, trong đó 153 của người Moldavia (người Romania), 84 của người Đức, 76 của người Do Thái, phần còn lại là của người Armenia, Arnaut (người Albania), người Séc, người Hy Lạp, người Hungary, người Ba Lan và người Ruthenia (người Ukraina).
Trong thế kỷ 19, các chính sách của Đế quốc Áo đã khuyến khích nhiều dòng người nhập cư (chính quyền Áo khuyến khích nhập cư để phát triển kinh tế), chủ yếu là người Ukraina (vào thời điểm đó được gọi là người Ruthenia từ Galicia) và người Romania từ Transylvania và Hungary, cũng như số lượng nhỏ hơn người Đức, người Ba Lan, người Do Thái và người Hungary. Các cuộc điều tra nhân khẩu chính thức ở Đế quốc Áo (sau này là Áo-Hung) không ghi lại dữ liệu ngôn ngữ-dân tộc cho đến năm 1850–1851. HF Müller đưa ra dân số năm 1840 được sử dụng cho mục đích nhập ngũ là 339.669. Theo Alecu Hurmuzaki, đến năm 1848, 55% dân số là người Romania. Điều tra nhân khẩu Áo năm 1850–1851 lần đầu tiên ghi lại dữ liệu về các ngôn ngữ được sử dụng, cho thấy 48,50% là người Romania và 38,07% là người Ruthenia.
Năm 1843, ngôn ngữ Ruthenia được công nhận cùng với tiếng Romania là "ngôn ngữ của nhân dân và của Giáo hội tại Bukovina".
Theo ước tính và dữ liệu điều tra nhân khẩu của Áo-Hung, dân số của Bukovina là:
| Năm   | Người Romania   | Người Romania  | Người Ruthenia (người Ukraina) | Người Ruthenia (người Ukraina) | Khác (bao gồm người Đức Bukovina) | Khác (bao gồm người Đức Bukovina) |
| ----- | --------------- | -------------- | ------------------------------ | ------------------------------ | --------------------------------- | --------------------------------- |
| 1774. | 40.920 – 64.000 | 59,6% – 85,33% | 8.000 – 22.810                 | 10,6% – 33,2%                  | 3.000 – 4.970                     | 4,0% – 7,2%                       |
| 1848  | 209.293         | 55,4%          | 108.907                        | 28,8%                          | 59.381                            | 15,8%                             |
| 1851  | 184.718         | 48,5%          | 144.982                        | 38,1%                          | 51.126                            | 13,4%                             |
| 1880  | 190.005         | 33,4%          | 239.960                        | 42,2%                          | 138.758                           | 24,4%                             |
| 1890  | 208.301         | 32,4%          | 268.367                        | 41,8%                          | 165.827                           | 25,8%                             |
| 1900  | 229.018         | 31,4%          | 297.798                        | 40,8%                          | 203.379                           | 27,8%                             |
| 1910  | 273.254         | 34,1%          | 305.101                        | 38,4%                          | 216.574                           | 27,2%                             |